# Вулиця Тунельна (Львів)
Вулиця Тунельна — вулиця у Шевченківському районі міста Львова, в місцевості Голоско. Сполучає вулиці Винниця та Варшавську. Прилучаються вулиці Дмитра Загула, Зимова горішня, Зимова, Яблунева та Петрицького.

## Історія та забудова
Вулиця отримала сучасну назву у 1955 році, через те, що бере початок від тунелю під залізничною колією.
Забудова переважно одноповерховими будинками 1930-х років у стилі конструктивізм.